# Jan Teeuwisse
Johannes Bernardus Joseph (Jan) Teeuwisse (Amsterdam, 1955) is een Nederlands kunsthistoricus en museumdirecteur. Hij is daarnaast bijzonder hoogleraar moderne beeldhouwkunst.

## Loopbaan
Teeuwisse is een zoon van de beeldhouwer Arie Teeuwisse. Hij studeerde kunstgeschiedenis en klassieke archeologie aan de Universiteit van Amsterdam. In 1984 publiceerde hij zijn eerste monografie over een beeldhouwer (Bertus Sondaar). Twee jaar later studeerde hij cum laude af op Jaap Kaas, een leermeester van zijn vader. Aansluitend was hij projectmedewerker van het Universiteitsmuseum Utrecht, waar hij de collectie hoogleraarportretten heeft beschreven. Van 1991 tot 2002 was Teeuwisse hoofdconservator moderne kunst bij het Rijksbureau voor Kunsthistorische Documentatie in Den Haag. Hij publiceerde onder meer monografieën, tentoonstellingscatalogi en artikelen in Ons Amsterdam, Jong Holland en Kunstschrift. Hij was redacteur van onder andere het Biografisch Woordenboek van Nederland (1992-2002) en het RKD Bulletin (1993-2002).
In 2002 werd hij directeur van het museum Beelden aan Zee in Scheveningen en in 2004 van het daaraan verbonden Sculptuur Instituut, een onderzoeksinstituut voor moderne beeldhouwkunst. Teeuwisse promoveerde in 2004 aan de UvA bij hoogleraar Evert van Uitert op het proefschrift Wezelaar Statuaire, over de invloed van het Frans neoclassicisme op de ontwikkeling van de vroegmoderne beeldhouwkunst in Nederland. In 2012 werd hij benoemd tot bijzonder hoogleraar in de geschiedenis, theorie en praktijk van de moderne beeldhouwkunst aan de Leidse universiteit. Hij vervult daarnaast diverse bestuursfuncties binnen de culturele wereld.
Bij zijn pensionering als directeur van museum Beelden aan Zee werd Teeuwisse op 1 mei 2022 opgevolgd door Brigitte Bloksma.

## Publicaties (selectie)
- 1984: Een portret van Sondaar. Utrecht: Uitgeverij Impress BV.
- 1987: Leven en werk van beeldhouwer-tekenaar Jaap Kaas. Utrecht: Uitgeverij Impress BV. ISBN 9064020329
- 1996: Ton en Bertus Sondaar: leven en beeldhouwen aan de Vecht. Loenen aan de Vecht: Medimil. Met Sarah de Clerq.
- 1997: Beeldhouwer Pieter d'Hont : leven en werk. Utrecht: Het Spectrum. Met Taco Slagter en Mirjam Beerman.
- 1996 Piet Esser : beeldhouwer en medailleur. Leiden: Rijksmuseum Het Koninklijk Penningkabinet. ISBN 9073882060. Tentoonstellingscatalogus.
- 2000: De beeldhouwer Hendrik Zweerus : variaries op een rechthoekig thema. Arnhem: Museum voor Moderne Kunst. ISBN 9072861264. Tentoonstellingscatalogus met Ype Koopmans.
- 2003: Han Wezelaar statuaire. Monografieën van Nederlandse kunstenaars, deel 18. Zwolle: Waanders Uitgevers. ISBN 9040088772. (n.a.v. proefschrift)
- 2006: Cor Hund. Monografieën van het Sculptuur Instituut, deel 1. Zwolle: Waanders Uitgevers. Met Maite van Dijk.
- 2014: Nederlandse beeldhouwkunst : een apologie. Zwolle: Waanders Uitgevers.

- Bibliothèque nationale de France: cb13527309g (data)
- Gemeinsame Normdatei: 188362673
- International Standard Name Identifier: 0000 0000 2415 5593
- Library of Congress Control Number: n84222487
- NARCIS: PRS1264620
- Nederlandse Thesaurus van Auteursnamen: 070359490
- RKD-Nederlands Instituut voor Kunstgeschiedenis: 439744
- Système universitaire de documentation: 050385755
- Virtual International Authority File: 255298922
- WorldCat: E39PBJrwXvrB4BctgpbtV7w3cP